# Karolina Kowalkiewicz
Karolina Kowalkiewicz, född 15 oktober 1985 i Łódź, är en polsk MMA-utövare som sedan 2015 tävlar i organisationen Ultimate Fighting Championship.